# Roger Greenawalt
Roger McEvoy Greenawalt (Washington, D.C., 13 de fevereiro de 1962) é um produtor musical estadunidense. Ele já trabalhou com Iggy Pop, Rufus Wainwright, Nils Lofgren, The Pierces, Ben Kweller, Ric Ocasek, Branford Marsalis, Joe Strummer, Philip Glass e muitos outros. Ganhou notoriedade após uma reportagem sobre sua biografia aparecer na revista The New Yorker em 7 de abril de 1997.
Greenawalt é particularmente conhecido por orientar jovens artistas. Estilisticamente, ele é conhecido por sua abordagem experimental à música pop e atenção cuidadosa aos vocais principais. Nas palavaras de Allison Pierce: "Dou crédito a Greenawalt por abrir nossas mentes para novas possibilidades do que nossa música poderia e deveria ser".
Greenawalt estudou no Berklee College of Music em Boston de 1978 a 1980. Em 1980, Greenawalt formou a banda "The Dark", enquadrada pelo próprio no gênero "Sarcastic Post Punk No Wave Death Disco". Depois de conquistar um público fiel da Costa Leste, o grupo atraiu o interesse de Ric Ocasek, vocalista e guitarrista do The Cars. Ocasek produziu o segundo EP do Dark, Darkworld, em 1982. Um single deste álbum, "Judy", se tornou um sucesso local em Boston.
Em 2009, criou o projeto "The Beatles Complete on Ukulele", que disponibilizou todas as 185 músicas dos Beatles em “versão ukulele”, gravadas por 185 artistas convidados.
Atualmente, Greenawalt possui e opera os estúdios Shabby Road, em Williamsburg, Brooklyn. Uma de suas produções, o álbum "13 Tales Of Love And Revenge", do The Pierces, recebeu críticas favoráveis de revistas como Rolling Stone, Spin e Blender.
Além disso, Greenawalt também está atualmente focado em um projeto multimídia que incorpora poesia, música e fotografia, intitulado 366 Visions.